# Escale au Dahomey
Pour plus de détails, voir Fiche technique et Distribution.
Escale au Dahomey est un film béninois réalisé par Pascal Abikanlou et sorti en 1968. C'est le deuxième film du réalisateur, qui est l'auteur de plusieurs documentaires et du premier long-métrage de fiction du Bénin.
C'est un court-métrage documentaire en couleur de 26 minutes tourné en 16 mm.

## Synopsis
Entre tradition et modernité, le réalisateur propose une visite guidée de son pays, alors la République du Dahomey, qui ne deviendra le Bénin actuel qu'en 1975.

## Fiche technique[3],[4]
- Titre : Escale au Dahomey
- Réalisation : Pascal Abikanlou
- Scénario :
- Montage :
- Production : Pascal Abikanlou, avec la participation du Ministère de la Coopération (France[5])
- Pays : République du Dahomey (actuel  Bénin)
- Durée : 26 minutes
- Date de sortie  : 1968